# Гойя (премия, 2018)
XXXII церемония вручения премии «Гойя» состоялась 3 февраля 2018 года. Ведущие — Эрнесто Севилья и Хоакин Рейес.
Номинанты были объявлены 13 декабря 2017 года, актёрами Барбара Ленни и Давид Вердагер.

## Победители и номинанты
| Фильм                     | Номинанты | Награды |
| ------------------------- | --------- | ------- |
| Гигант                    | 13        | 10      |
| Букшоп                    | 12        | 3       |
| Автор                     | 9         | 2       |
| Абракадабра               | 8         | 0       |
| Лето 1993-го              | 8         | 3       |
| Уиджи: Проклятие Вероники | 7         | 1       |
| Золото джунглей           | 6         | 0       |
| Священный лагерь          | 5         | 1       |
| Не могу сказать прощай    | 3         | 1       |
| Кожа                      | 3         | 0       |
| Эскобар                   | 2         | 0       |
| Умереть                   | 1         | 0       |

## Премии по категориям
| Лучший фильм                                 | Лучший фильм | Лучший режиссёр                                  | Лучший режиссёр |
| -------------------------------------------- | --- | ------------------------------------------------ | --- |
|                                              | - Букшоп - Автор - Гигант - Лето 1993-го - Уиджи: Проклятие Вероники |                                                  | - Изабель Койшет — Букшоп - Айтор Эррехи, Хон Гараньо — Гигант - Мануэль Мартин Куенка — Автор - Пако Пласа — Уиджи: Проклятие Вероники |
| Лучшую мужскую роль                          | Лучшую мужскую роль | Лучшую женскую роль                              | Лучшую женскую роль |
|                                              | - Хавьер Гутьеррес Альварес — Автор - Хавьер Бардем — Эскобар - Антонио де ла Торре — Абракадабра - Андрес Гертрудикс — Умереть |                                                  | - Натали Поса — Не могу сказать прощай - Пенелопа Круз — Эскобар - Эмили Мортимер — Букшоп - Марибель Верду — Абракадабра |
| Лучшая мужская роль второго плана            | Лучшая мужская роль второго плана | Лучшая женская роль второго плана                | Лучшая женская роль второго плана |
|                                              | - Давид Вердагер — Лето 1993-го - Антонио де ла Торре — Автор - Хосе Мота — Абракадабра - Билл Найи — Букшоп |                                                  | - Адельфа Кальво — Автор - Анна Кастильо — Священный лагерь - Белен Куэста — Священный лагерь - Лола Дуэньяс — Не могу сказать прощай |
| Лучший мужской актёрский дебют               | Лучший мужской актёрский дебют | Лучший женский актёрский дебют                   | Лучший женский актёрский дебют |
|                                              | - Энеко Сагардов — Гигант - Сантьяго Альверу — Селфи - Элой Коста — Кожа - Поль Монтаньес — Любовь |                                                  | - Бруна Кузи — Лето 1993-го - Ициар Кастро — Кожа - Сандра Эскасена — Уиджи: Проклятие Вероники - Адриана Пас — Автор |
| Лучший оригинальный сценарий                 | Лучший оригинальный сценарий | Лучший адаптированный сценарий                   | Лучший адаптированный сценарий |
|                                              | - Гигант — Айтор Эррехи, Андони де Карлос, Хон Гараньо, Хосе Мария Гоэнага - Абракадабра — Пабло Берхер - Лето 1993-го — Карла Симон - Уиджи: Проклятие Вероники — Фернандо Наварро, Пако Пласа                                                      |                                                  | - Букшоп — Изабель Койшет - Автор — Мануэль Мартин Куенка, Алехандро Эрнандес - Неопределённая слава — Корал Круз, Агусти Вильяронга - Священный лагерь — Хавьер Амбросси, Хавьер Кальво                                                                                |
| Лучший режиссёрский дебют                    | Лучший режиссёрский дебют | Лучший документальный фильм                      | Лучший документальный фильм |
|                                              | - Карла Симон — Лето 1993-го - Хавьер Амбросси, Хавьер Кальво — Священный лагерь - Лино Эскалера — Не могу сказать прощай - Серхио Х. Санчес — Обитель теней                                                                                         |                                                  | - Много детей, обезьяна и замок - Кантабриец - Dancing Beethoven - Saura(s) |
| Лучшая продюсерская работа                   | Лучшая продюсерская работа | Лучший монтаж                                    | Лучший монтаж |
|                                              | - Гигант — Андер Систиага - Букшоп — Алекс Бойд, Хорди Беренгер - Золото джунглей — Луис Фернандес Лаго - Лето 1993-го — Карла Перес де Альбенис |                                                  | - Гигант — Laurent Dufreche, Raúl López - Абракадабра — David Gallart - Букшоп — Bernat Aragonés - Лето 1993-го — Ana Pfaff, Didac Palou |
| Лучшая музыка                                | Лучшая музыка | Лучшая песня                                     | Лучшая песня |
|                                              | - Гигант — Паскаль Гейн - Саммит — Альберто Иглесиас - Букшоп — Альфонсо Вилаллонга - Уиджи: Проклятие Вероники — Чаки Наманера |                                                  | - «La llamada» — Священный лагерь; compuesta por Лейва - «Algunas veces» — Автор; compuesta por Хосе Луис Пералес - «Feeling Lonely on a Sunday Afternoon» — Букшоп; compuesta por Альфонсо Вилаллонга - «Rap Zona hostil» — Враждебная зона; compuesta por Роке Баньос |
| Лучшая операторскую работа                   | Лучшая операторскую работа | Лучшая работа художника                          | Лучшая работа художника |
|                                              | - Гигант — Хавьер Агирре - Букшоп — Жан-Клод Ларьё - Золото джунглей — Пако Фемения - Лето 1993-го — Сантьяго Раках |                                                  | - Гигант — Микель Серрано - Абракадабра — Ален Байне - Букшоп — Льоренс Микель - Золото джунглей — Хавьер Фернандес |
| Лучшие костюмы                               | Лучшие костюмы | Лучший грим                                      | Лучший грим |
|                                              | - Гигант — Сайоа Лара - Абракадабра — Пако Дельгадо - Букшоп — Мерсе Палома - Золото джунглей — Татьяна Эрнандес |                                                  | - Гигант — Ainhoa Eskisabel, Olga Cruz, Горка Агирре - Абракадабра — Сильвия Имберт, Пако Родригес - Золото джунглей — Eli Adánez, Серхио Перес Бербел, Педро Де Диего - Кожа — Лола Гомез, Jesús Gil, Óscar del Monte                                                  |
| Лучший звук                                  | Лучший звук | Лучшие спецэффекты                               | Лучшие спецэффекты |
|                                              | - Уиджи: Проклятие Вероники — Iván Marín, Tomás Erice, Гэбриел Гутиеррез - Автор — Даниэль де Сайас, Пелайо Гутьеррес, Alberto Ovejero - Дикая история — Sergio Bürmann, David Rodríguez, Nicolas de Poulpique - Гигант — Iñaki Díez, Xanti Salvador |                                                  | - Гигант — Джон Серрано и Дэвид Герас - Золото джунглей — Реес Абадес, Исидро Хименес - Уиджи: Проклятие Вероники — Рауль Романильос, Давид Герас - Враждебная зона — Реес Абадес, Курро Муньос                                                                         |
| Лучший мультипликационный фильм              | Лучший мультипликационный фильм | Лучший короткометражный мультипликационный фильм | Лучший короткометражный мультипликационный фильм |
|                                              | - Тэд-путешественник и тайна царя Мидаса - Подводная эра - Nur eta Herensugearen tenplua |                                                  | - Woody & Woody — Жауме Каррио - Colores — Арли Джонс, Сами Натшех - El ermitaño — Рауль Диез - Un día en el parque − Диего Порраль |
| Лучший короткометражный документальный фильм | Лучший короткометражный документальный фильм | Лучший короткометражный фильм                    | Лучший короткометражный фильм |
|                                              | - Los desheredados — Лаура Феррес - Primavera rosa en México — Марио Де Ла Торре - The Fourth Kingdom — Адан Алиага, Алекс Лора - Tribus de la inquisición — Мабель Лосано                                                                           |                                                  | - Madre — Родриго Сорогойен - Australia — Лино Эскалера - Baraka — Нестор Руис Медина - Como yo te amo — Фернандо Гарсия Руис - Extraños en la carretera — Карлос Солано                                                                                                |
| Лучший иностранный фильм на испанском языке  | Лучший иностранный фильм на испанском языке | Лучший европейский фильм                         | Лучший европейский фильм |
|                                              | - Фантастическая женщина (Чили) — Себастьян Лелио - Amazona (Колумбия) — Clare Weiskopf, Nicolás van Hemelryck - Шторм (Мексика) — Татьяна Уэсо - Зама (Аргентина) — Лукресия Мартель                                                                |                                                  | - Квадрат (Швеция) — Рубен Эстлунд - Праздничный переполох (Франция) — Эрик Толедано, Оливье Накаш - Леди Макбет (Великобритания) — Уильям Олдройд - Тони Эрдманн (Германия) — Марен Аде                                                                                |
| Премия «Гойя» за заслуги                     | |                                                  | |
| Мариса Паредес                               | |                                                  | |